# 欧洲E83公路
欧洲E83公路（E83）是欧洲的一条国际公路，起点为科索沃的Polsko，终点在保加利亚的博泰夫格勒。

## 线路
Polsko - 比亞拉 - 普列文- 亞布拉尼察- 博泰夫格勒